# Тугаевка
Тугаевка (укр. Тугаївка) — село в Минковском сельском совете Валковского района Харьковской области Украины.
Код КОАТУУ — 6321284512. Население по переписи 2001 г. составляет 17 (8/9 м/ж) человек.

## Географическое положение
Село Тугаевка находится на правом берегу реки Грушевая, примыкает к сёлам Водяная Балка и Гребенники.

## История
- 1890 — год основания.